# Chiaki Minamiyama
Chiaki Minamiyama (南山 千明, 16 de octubre de 1985) és una futbolista japonesa.

## Selecció del Japó
Va debutar amb la selecció del Japó el 2010. Va disputar 4 partits amb la selecció del Japó.

## Estadístiques
| Selecció del Japó | Selecció del Japó | Selecció del Japó |
| Anys              | Partits           | Gols              |
| ----------------- | ----------------- | ----------------- |
| 2010              | 4                 | 2                 |
| Total             | 4                 | 2                 |